# 山本洋二郎
山本洋二郎（やまもと ようじろう）は、日本の建築家。
1964年、日本大学芸術学部卒業。COL建築設計事務所、吉野建築設計事務所などを経て、BH企画設計事務所代表。
1985年、株式会社山本洋二郎設計事務所を設立。
集合住宅高円寺K-APT、しんあい保育園などを担当した経歴がある。